# 小野殿
小野殿（おのどの（不詳 -天正元年（1573年）9月19日））は、戦国時代から安土桃山時代にかけての女性。尼僧。近江の戦国大名である浅井久政の正室で、浅井長政の生母。そのため江戸幕府3代将軍徳川家光の曾祖母にあたり、明正天皇の高祖母にあたる。
家臣の井口経元の娘であることから井の口殿、夫人の名前の阿古より阿古御料とも称された。

## 略歴
近江国伊香郡井口の豪族の井口弾正少輔（後に越前守）経元の娘。
井口氏は、富永庄総政所を主宰する荘官であり、高時川右岸を灌漑する伊香郡用水を管理していた「井頼り」でもあった。
浅井亮政の子・久政に嫁いだ。
なおこれは、高時川の用水をめぐり各岸を代表する浅井氏（左岸の代表者）と井口氏（右岸の代表者）の融和を目的とした婚姻でもあり、これにより浅井氏領国の不安定要素を取り除くことに成功し、浅井氏の最大の経済基盤であった小谷城下の生産を安定させている。
天文13年（1544年）頃、家督を継いだ夫・久政が六角氏に臣従すると、17歳で人質として観音寺城へに赴く。
天文14年（1545年）に嫡男となる猿夜叉丸（長政）を生んだ。
天文23年（1554年）11月1日、『徳勝寺受戒帳』には雄山和尚より受戒して恵芳（尼僧）となったとある。
その後、長政が家督を継承して、六角氏から独立。戦国大名として勢力を拡大させ、織田信長の妹、お市の方を妻として姻戚関係を結ぶが、朝倉氏との関係を巡って織田氏と対立し、元亀元年（1570年）に長政が同盟を破棄して攻撃したために信長に逆襲され、天正元年（1573年）9月1日、小谷城が落城して浅井氏は滅亡した。
同年9月19日、小野殿も捕らえられて、信長の命令で、十指を数日の間に切断され、殺害された。高野山（金剛峯寺）の浅井家霊簿によると法名は、妙佛禅定尼。